# Dixella cornuta
Dixella cornuta är en tvåvingeart som först beskrevs av Oskar Augustus Johannsen 1923.  Dixella cornuta ingår i släktet Dixella och familjen u-myggor. Inga underarter finns listade i Catalogue of Life.